# Challenger de Coquimbo
El Challenger Dove Men+Care Coquimbo es un torneo profesional de tenis. Pertenece al ATP Challenger Tour. Se juega desde el año 2022 sobre pistas de tierra batida al aire libre, en Coquimbo, Chile.

## Palmarés

### Individuales
| Año     | Campeón                      | Finalista                | Resultado           |
| ------- | ---------------------------- | ------------------------ | ------------------- |
| 2022-I  | Facundo Díaz Acosta          | Pedro Boscardin Dias     | 7-5, 7-6(4)         |
| 2022-II | Juan Manuel Cerúndolo        | Facundo Díaz Acosta      | 6-3, 3-6, 6-4       |
| 2023    | Matheus Pucinelli de Almeida | João Lucas Reis da Silva | 7-6(1), 6-7(4), 6-4 |

### Dobles
| Año     | Campeones                        | Finalistas                       | Resultado        |
| ------- | -------------------------------- | -------------------------------- | ---------------- |
| 2022-I  | Guillermo Durán Nicolás Mejía    | Diego Hidalgo Cristian Rodríguez | 6-4, 1-6, [10-7] |
| 2022-II | Franco Agamenone Hernán Casanova | Karol Drzewiecki Jakub Paul      | 6-3, 6-4         |
| 2023    | Valerio Aboian Murkel Dellien    | Tomás Farjat Facundo Juárez      | 7–6(4), 6–0      |